# Lachnaea striata
Lachnaea striata är en tibastväxtart som först beskrevs av Jean-Baptiste de Lamarck, och fick sitt nu gällande namn av Carl Daniel Friedrich Meisner. Lachnaea striata ingår i släktet Lachnaea och familjen tibastväxter. Inga underarter finns listade i Catalogue of Life.